# Ballon au poing
Le ballon au poing est un sport collectif populaire en Picardie (France) à ne pas confondre avec le fistball. Il y a  deux équipes de six joueurs. C'est un jeu de gagne-terrain, qui a été inscrit en 2012 sur la liste de l'Inventaire du patrimoine culturel immatériel français .

## Histoire
Le ballon au poing est une forme de longue paume. L'origine exacte de ce sport est incertaine, mais la version actuelle du jeu est codifiée sous Louis XIV.
Très bien implanté en Picardie, le siège de la Fédération française de ballon au poing fondée en 1935 se trouve logiquement à Amiens. Cette fédération qui porte de 1935 à 1972 le nom de Fédération française des ballonnistes regroupe plus de quarante clubs pour environ 2 500 licenciés. L'implantation est exclusivement picarde avec 39 clubs dans la Somme. Un championnat de France se tient toutefois chaque année. La grande finale se dispute traditionnellement à la 15 août sur le ballodrome d'Amiens situé à La Hotoie. La finale de la Coupe de France se tient aussi à La Hotoie en septembre. On organise également des compétitions en salles l'hiver avec un règlement adapté.

## Palmarès du Championnat de France Extérieur
Résultats de la catégorie EXCELLENCE :
équipe (foncier)
1995 Franvillers (Debart)
1996 Franvillers (Bertoux)
1997 Franvillers (Bertoux)
1998 Franvillers (Debroy)
1999 Warloy-Baillon (Belison)
2000 Franvillers (Bertoux)
2001 Lucheux (Clergé)
2002 Franvillers (Bertoux)
2003 Louvencourt (Pécoul)
2004 Louvencourt (Pécoul)
2005 Louvencourt (Pécoul)
2006 Louvencourt (Pécoul)
2007 Franvillers (Dubuffet)
2008 Louvencourt (Pécoul)
2009 Louvencourt (Pécoul)
2010 Louvencourt (Pécoul)
2011 Beauquesne (A. Derny)
2012 Louvencourt (Pécoul)
2013 Beauquesne (Antoine Bouvet)
2014 Beauquesne (Anthony Derny)
2015 Louvencourt (Pécoul)
2016 Beauquesne (Antoine Bouvet)
2017 Beauval (Cedric Asselot)
2018 Beauquesne (Bouvet)
2019 Beauquesne (Bouvet)
2020 Beauquesne (Bouvet)
2021 Beauquesne (Bouvet)
2022 Forceville (Dignocourt)
2023 Beauval (Pécoul)
2024 Beauval
2025 Beauquesne (Bouvet),

## Le jeu
Comme son nom l'indique, le joueur n'utilise pas de raquette pour frapper la balle, mais utilise son poing. C'est un jeu de gagne terrain se disputant sur un terrain, appelé ballodrome, de 65 mètres de longueur sur seulement 12 de largeur. 

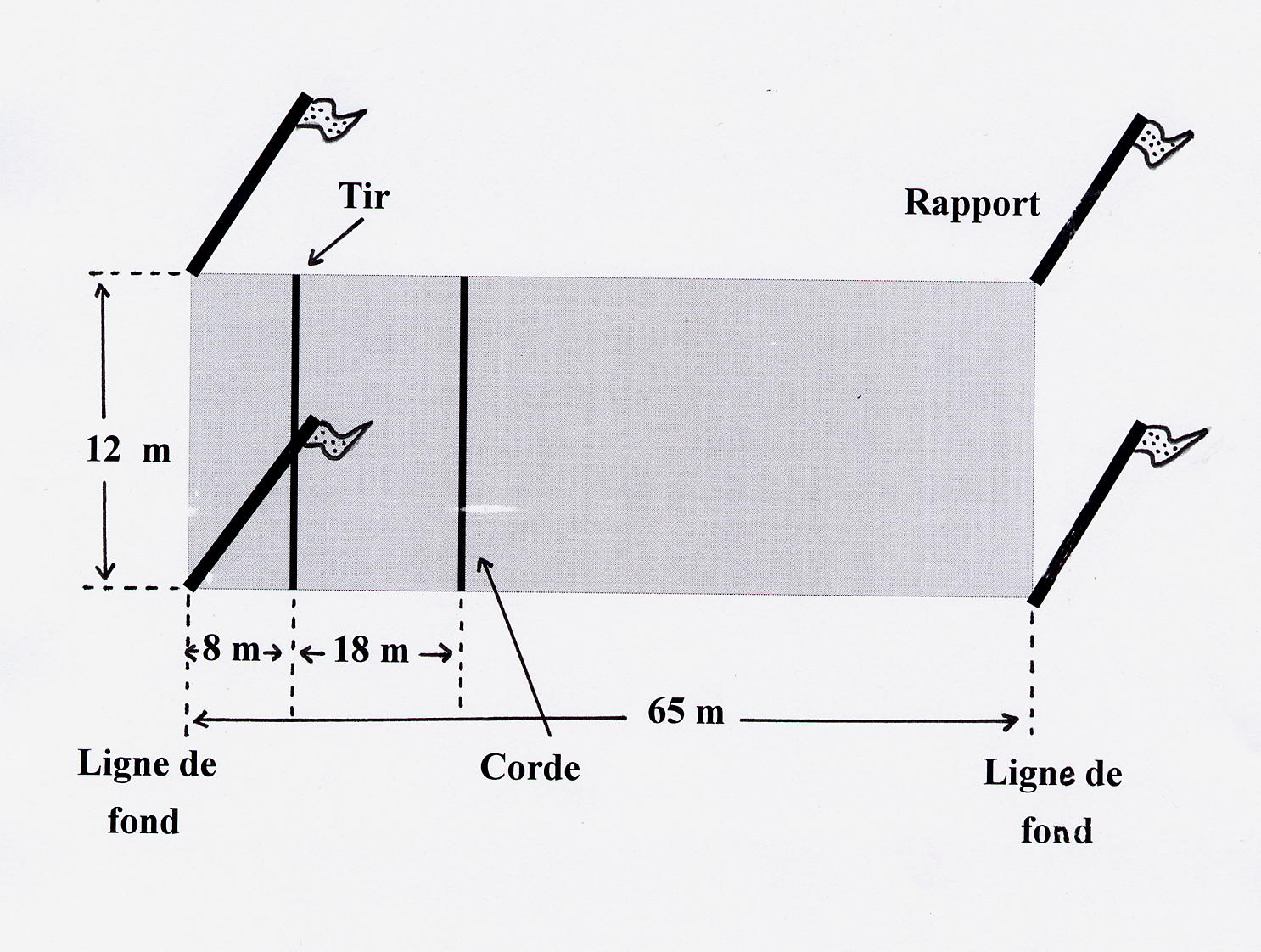
Le terrain de Ballon au poing

Dans une équipe, il y a six joueurs nommés en picard : ch' Foncier, chés deus Basses-volées, ch' Mitan d'corde et chés deus Cordiers.
Pour commencer, le foncier doit livrer le ballon en tirant depuis la ligne de tir et le ballon doit dépasser une « ligne de corde » (en picard, El line del corde) qui indique la distance minimum à couvrir (18 mètres). L'équipe qui reçoit doit renvoyer la balle de volée ou après un rebond avec interdiction de se faire des passes. Une marque mobile, la « chasse », indique la limite séparant les deux camps au moment du jeu. À chaque faute ou erreur, la chasse indique la nouvelle délimitation entre les deux camps jusqu'à ce que l'une des deux équipes soit suffisamment près de la ligne de fond adverse pour dépasser cette zone. On ne parle pas ici d'essai ou de touchdown mais de « bourrage ». Sur le plan comptable, on retrouve l'univers du jeu de paume avec un mode de calcul par « quinze » : 15, 30, 40 et jeu, comme au tennis aujourd'hui. La première formation à marquer sept jeux remporte la partie.
Le ballon a évidemment connu bien des variations avec le temps. Il pèse entre 450 et 480 grammes pour 60 centimètres de circonférence. Il est généralement en cuir.

## Jeu en salle
Depuis 1993, la Fédération française met en place l'hiver un championnat en salle se jouant avec 5 joueurs sur des terrains de basket-ball. Le ballon est plus léger. En salle, la livrée se fait depuis le fond du terrain. La corde est le milieu du terrain. À chaque changement de service, les joueurs tournent dans le sens horaire. La partie se fait en 10 jeux. Ici il n'y a pas de gagne-terrain et la ligne médiane est une chasse permanente.